# Traian Lorin Sălăgean
Traian Lorin Sălăgean (n. 5 martie 1929, Turnu Severin, d. 13 noiembrie 1993, Timișoara) a fost un inginer român, membru titular (1990) al Academiei Române.

## Activitate
În perioada 1946-1951 a urmat cursurile Facultății de Electrotehnică din Timișoara. Își continuă cariera în cadrul Universității Politehnica Timișoara, predând la Facultatea de Mecanică cursuri de tehnologia sudării prin topire, optimizarea sudării și a proceselor de sudare, sudarea cu arcul electric.
Din 1970 a fost directorul Institutului de Sudură și Încercări de Materiale din Timișoara.
A fost Membru Academiei Romane: corespondent (din 1 martie 1974), respectiv titular (din 22 ianuarie 1990).